# ده‌شیب (سربیشه)
ده‌شیب یک روستا در ایران است که در دهستان مود شهرستان سربیشه واقع شده‌است. ده‌شیب ۷۱ نفر جمعیت دارد.